# Skeletophyllon tempestua
Skeletophyllon tempestua is een vlinder uit de familie van de Houtboorders (Cossidae). De wetenschappelijke naam van de soort is voor het eerst gepubliceerd in 1898 door Thomas Pennington Lucas.
De soort komt voor in Australië.